# مارك وايت (سياسي)
مارك وايت (بالإنجليزية: Mark White)‏ هو محامي وسياسي أمريكي، ولد في 17 مارس 1940 في هندرسون في الولايات المتحدة، وتوفي في 5 أغسطس 2017 في هيوستن في الولايات المتحدة بسبب نوبة قلبية. حزبياً، نشط في الحزب الديمقراطي. وقد انتخب وزير خارجية تكساس ‏ (19 يناير 1973 – 27 أكتوبر 1977) وانتخب Texas Attorney General ‏ (19 يناير 1979 – 18 يناير 1983) وانتخب حاكم ولاية تكساس (18 يناير 1983 – 20 يناير 1987).